# Jungman Jansson

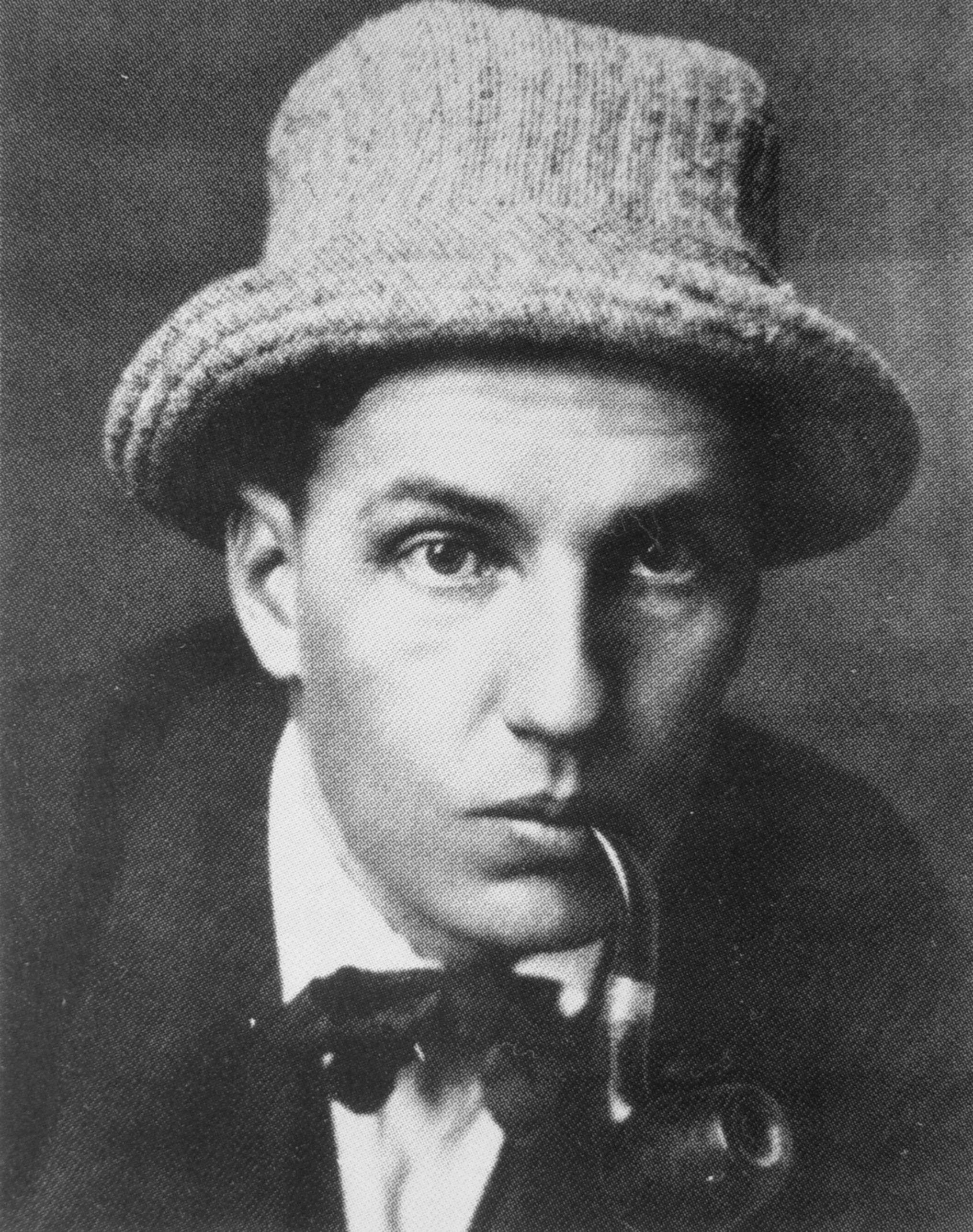
Dan Andersson, foto från tidigt 1900-tal

"Jungman Jansson" är en av Dan Anderssons mer välkända dikter. Den skrevs 1917 men publicerades i bokform först 1922, postumt i Efterlämnade dikter. 

## Historik

### Bakgrund
"Jungman Jansson" är en dikt bestående av fyra fyraradiga strofer. Den skrevs ner 1917 men publicerades i bokform först 1922, i den postumt utgivna diktsamlingen Efterlämnade dikter. Dessförinnan hade texten dock tryckts 1917 i skämttidningen Strix.
Dikten, som beskrivits som en sentimental och naivistisk sjömansvisa, är en av de få som Andersson själv tonsatt. Dessutom komponerade vissångaren Sven Scholander sin egen tonsättning av dikten, och Anderssons dikt finns inspelad av flera musiker.
Inspirationen till dikten kan, enligt Sjöfartstidningens skribent Torbjörn Dalnäs, ha kommit från tre olika håll:
- 14-åringen Dan Anderssons resa till USA våren 1902 och återresa nästkommande vinter, hans enda närkontakt med livet till sjöss.
- Hemma i Skattlösberg umgicks Andersson sedan mycket med tidigare sjömannen Victor Carlsson, och ynglingen sög åt sig en hel del sjömansspråk och många sjömannatermer från Carlsson.
- Dan Anderssons översättningsarbete med Rudyard Kiplings diktsvit The Seven Seas, översatt som På sju hav och utgiven 1918 på Bonniers.

### Olika versioner
Anderssons dikt skrev strax innan han kommit till Göteborg (där han numera står staty på Järntorget) från Brunnsviks folkhögskola. I en ursprunglig version av dikten är texten betydligt mer "rakt på sak", med textrader som "Har du legat med din Stina, har du kysst din mor på kinden" (senare ändrat till "Har du gråtit med din Stina, har du kysst din mor på kinden") och "Kanske glömmer du din Stina för ett fnask i Yokohama".
I sista versen skriver Dan Andersson ursprungligen "kanske glömmer du din Stina för ett fnask i Jokohama" [sic]. Texten, med 'fnask' utbytt mot 'sup',  ändrades då sången skulle publiceras 26 september samma år i Strix. Denna mindre anstötliga version, rekommenderades möjligen av författarvännen Erik Lindorm och godkänd av Andersson, spelades senare in på skiva. Alternativt var det dåvarande rektorn Torsten Fogelqvist på Brunnsvik som kan ha kommit med rekommendationerna. Även på senare år har den första textversionen dock kommit till användning.
Textraden "Kanske äger du som gammal en negress i Alabama" ändrades även till "Kanske sitter du som gammal på en farm i Alabama". Viktigt är också att "Alabama" deklameras med svenskt uttal, så det rimmar på Yokohama.

### SkeppetConstantia
Skeppet Constantia i dikten ska i verkligheten ha varit en roddbåt hos en av Dan Anderssons grannar. Mer precist var det en eka som tillhörde handelsman Victor Carlsson i Dan Anderssons födelseby Skattlösberg.

## Eftermäle
Dikten är en av Dan Anderssons mest kända. Den presenterades 1938 i sin helhet, i Erik Lindorms "bokfilm" Gustaf V och hans tid, där Lindorm ägnar siduppslaget 86–87 åt den svenske diktaren.